# Cerrar y abrir
«Cerrar y abrir» es una canción del grupo musical chileno Los Tres, publicada en su disco Hágalo Usted Mismo, del año 2006.
El tema alcanzó gran popularidad, tanto así, que hizo que el grupo fuera premiado, debido a que "Cerrar y abrir" fue la canción más pedida en las radios chilenas, durante la primera mitad del año 2007.
La canción cuenta con un videoclip consistente en imágenes de su presentación en el Arena Santiago, que fue el recital del regreso del grupo, a los escenarios.